# بی‌ساقه

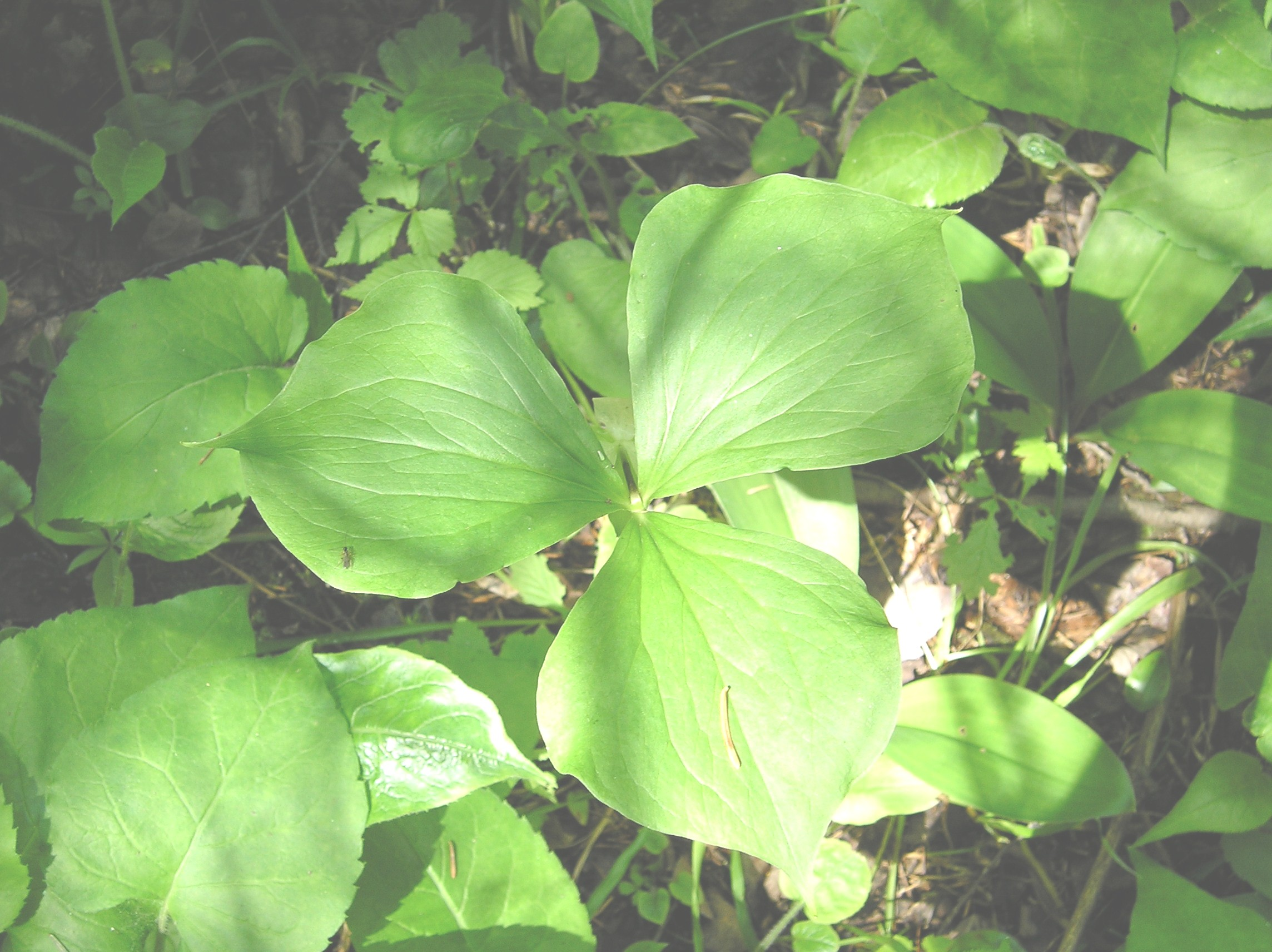
گل وحشی چند ساله Trillium cernuum دارای سه برگ است که در بالای ساقه بی‌پایان هستند.

در گیاه‌شناسی، بی‌ساقه (به انگلیسی: Sessile) (به معنای نشستن، که در معنای استراحت روی سطح به کار می‌رود) از ویژگی‌های بخش‌های گیاهی (مانند گل و برگ) است که ساقه ندارند. بخش‌های گیاهی را می‌توان به‌عنوان بخش‌های زیربنایی، یعنی کاملاً بی‌ساقه توصیف کرد.
گل بی‌ساقه گلی است که بدون پایک باشد. گلی که بی‌ساقه نباشد پایک‌دار است. برای مثال، سرده تریلیوم به دو زیرسرده تقسیم می‌شود، تریلیوم‌های بدون گل (Trillium subg. Sessilium) و تریلیوم‌های دارای گل ساقه‌ای.
برگ‌های بی‌ساقه (ساقه برگ) بدون دمبرگ هستند. به عنوان مثال، برگ اکثر تک‌لپه‌ای بدون دمبرگ است.
اصطلاح بی‌ساقه نیز در قارچ‌شناسی برای توصیف یک بدن میوه قارچی که به‌طور مستقیم به سطح بستر چسبیده یا روی سطح آن قرار دارد و بدون یک پایه یا ساقه نگهدارنده است، استفاده می‌شود.